# Duel (grammaire)
Pour les articles homonymes, voir Duel (homonymie).
Le duel (du latin duo « deux ») est une catégorie grammaticale du nombre. Il signale que les éléments en question vont par deux en présentant des formes verbales ou nominales spécifiques.
Dans les langues où il existe, le duel se distingue du singulier et du pluriel, et éventuellement d'autres catégories plus ou moins courantes du nombre, comme le paucal ou le triel.

## Grammaire du duel
L'expression du duel suit les mêmes règles que celles qui régissent les autres expressions du nombre dans la langue concernée : affixation, alternances vocaliques ou consonantiques, spécification par un pronom ou un adjectif numéral, etc.

## Évolution de l'usage du duel
L'usage du duel était courant dans beaucoup de langues anciennes : grec, sanskrit (mais seulement de façon sporadique), arabe classique. Il l'est encore dans de nombreuses langues actuelles (slovène, breton, lituanien, arabe standard moderne). Il est très répandu encore aujourd'hui dans de nombreuses familles linguistiques extra-européennes, telles les langues eskimo-aléoutes. Les plus grandes langues sémitiques le connaissent, par exemple l'hébreu (seulement pour les choses qui vont par deux comme les yeux et les oreilles) et l'arabe.
Le duel est devenu assez marginal dans les grandes langues de culture, sauf dans l'arabe. Dans la plupart des langues indo-européennes, le paradigme même du duel a fini par être remplacé par des formes de pluriel. Parfois aussi, des formes primitives du duel ont pris en charge la fonction du pluriel. En grec ancien et en gotique, le duel s'est maintenu.
Le duel persiste aujourd'hui notamment en arabe littéraire et dans ses variantes dialectales, ainsi que dans des langues indo-européennes marginales (au sens où elles se limitent à une aire géographique restreinte et ont un nombre assez faible de locuteurs) telles que le slovène et le lituanien. On le trouve notamment dans les langues celtiques brittoniques (gallois, breton, cornique), et il existait aussi dans certaines langues gaéliques anciennes comme le vieil irlandais. En gaélique écossais moderne, les formes duelles sont toujours employées après le numéral dà (« deux »).
Dans les langues où le duel existe, non seulement les noms mais encore les verbes possèdent le plus souvent, à côté des formes de singulier et de pluriel, des formes propres pour le duel. Il était ainsi courant dans les langues germaniques, même si sa complexité lui a fait prendre de moins en moins d'importance. Les plus grandes langues slaves possédaient elles aussi le duel, mais elles l'ont perdu depuis, à l'exception du slovène, du tchakavien et du sorabe.
Pour les langues où le duel est encore très structurant, il peut être marqué différemment si la « paire » est systématique (yeux, parents…) ou non. Par exemple, en tahitien, le déterminant na indique que la paire est finie et qu'elle est connue (deux yeux, deux enfants d'une fratrie de seulement deux, etc.) ; alors que le nombre deux serait utilisé s'il résultait d'un décompte éventuellement non fini. Comme dans la plupart des langues polynésiennes, le duel se retrouve aussi dans les pronoms (suffixe -(r)ua) mais également dans certains verbes : par exemple haere (aller) devient hahaere lorsque le sujet est au nombre de deux. On note que c'est la réduplication partielle qui sert à marquer le duel dans ce cas. Cette importance du duel est notable, dans la mesure où ces langues polynésiennes marquent par ailleurs relativement peu le nombre (le pluriel nominal est non obligatoire s'il est implicite).

## Sémantique du duel
Dans les principales langues qui le possèdent, on l'utilise surtout pour ce qui va naturellement par deux : les parties du corps qui se présentent en double comme les oreilles, les bras, les jambes, et pour les vêtements correspondants, comme les chaussures ; on s'en sert aussi pour les couples. Si, au contraire, le nombre d'objets ou de personnes est de deux seulement par hasard, on utilise plutôt le pluriel normal. Le slovène cependant utilise le duel même pour un couple non naturel — même si le duel est en désuétude, particulièrement dans le langage parlé.
En indo-européen, le duel avait ainsi deux significations distinctes :
- soit une paire homogène (ex. : les deux yeux) ;
- soit un couple non homogène (duel dit « elliptique », et conjecturé comme étant le plus ancien). On le retrouve en védique, ex. : Váruṇā = Varuna (et Mitra).

On retrouve quelques résidus du duel dans les pronoms personnels de certaines langues germaniques modernes ou anciennes. En bavarois, deux vieilles formes de duel remplissent aujourd'hui la fonction du pluriel, les formes eß pour le « vous » simple et enk pour le « vous » de politesse, et également le dérivé enker pour « vous » (complément), au sens de « vous deux ». Le souabe décline zwei (deux) d'après le sexe : zwoa (nettement masculin, indéterminé ou mixte), zwee (féminin pour les deux), zwua (neutre pour les deux); également dans le dialecte du Salzkammergut : zwi Mãna, zwa Waiba, zween sind a Paarl. En vieil-anglais, les pronoms wit (nous deux) et git (vous deux) resteront en usage jusqu'en moyen anglais.   
Dans les langues celtiques actuelles, le duel subsiste comme une sorte d'écho dans les mots spéciaux désignant les parties du corps qui vont par deux, sauf après 2 (par exemple après les autres adjectifs numéraux) on trouvait le singulier. Dans l'ancien irlandais, c'était encore plus marqué, jusqu'à la flexion à l'intérieur des noms.
Dans les langues nord-iroquoises, le duel existe en tant que forme vivante.

## Exemples de duel

### En grec ancien
Le duel existait en grec ancien, mais il n'était déjà plus obligatoire, le pluriel pouvant être utilisé à la place.
Ex. : λύω « je délie ».
- 2e et 3e p. sing : λύεις, λύει
- 2e et 3e p. plur : λύετε, λύουσι(ν)
- 2e et 3e p. duel : λύετον

Le nom masculin ὀφθαλμὸς « œil ».
- nominatif : τὼ ὀφθαλμώ
- vocatif : ὀφθαλμώ
- accusatif : τὼ ὀφθαλμώ
- génitif : τοῖν ὀφθαλμοῖν
- datif : τοῖν ὀφθαλμοῖν

### Enlatin
- ambo : les deux

### Enallemand
- beide Männer : les deux hommes

### Enanglais
- both : les deux (both of us : nous deux, toi et moi)

### Enslovène
En slovène le duel forme un système complet : à chaque fois que le français différencie le singulier du pluriel, le slovène différencie le singulier du duel, et ce dernier du pluriel. Ceci comprend :
- La déclinaison des noms et des adjectifs :

Exemple de déclinaison au masculin pour lep króžnik (une belle assiette) :
| cas \ nombre | singulier       | duel              | pluriel         |
| ------------ | --------------- | ----------------- | --------------- |
| nominatif    | lep króžnik     | lépa króžnika     | lépi króžniki   |
| génitif      | lépega króžnika | lépih króžnikov   | lépih króžnikov |
| datif        | lépemu króžniku | lépima króžnikoma | lépim króžnikom |
| accusatif    | lep króžnik     | lépa króžnika     | lépe króžnike   |
| locatif      | lépem króžniku  | lépih króžnikih   | lépih króžnikih |
| instrumental | lépim króžnikom | lépima króžnikoma | lépimi króžniki |

- La déclinaison de tous les pronoms :

Exemple de déclinaison du pronom personnel de la première personne (je, nous deux, nous) aux formes accentuées :
| cas \ nombre | singulier     | duel  | pluriel |
| ------------ | ------------- | ----- | ------- |
| nominatif    | jaz           | mídva | mi      |
| génitif      | mêne          | náju  | nas     |
| datif        | mêni          | náma  | nam     |
| accusatif    | mêne          | náju  | nas     |
| locatif      | mêni          | náju  | nas     |
| instrumental | máno ou menój | náma  | námi    |

- La conjugaison de tous les verbes :

Exemple de conjugaison au présent avec le verbe bíti (être) :
| personne \ nombre | singulier | duel | pluriel |
| ----------------- | --------- | ---- | ------- |
| 1re personne      | sem       | sva  | smo     |
| 2e personne       | si        | sta  | ste     |
| 3e personne       | je        | sta  | so      |

- Des adjectifs possessifs spécifiques :

| personne \ nombre | singulier | duel  | pluriel |
| ----------------- | --------- | ----- | ------- |
| 1re personne      | moj       | nájin | naš     |
| 2e personne       | tvoj      | vájin | vaš     |
| 3e personne       | njegóv    | njun  | njíhov  |

### Entchèque
Il existe un pronom oba : « nous deux », « eux deux », « ces deux choses » qui se décline. Et, vestige du duel indo-européen, dva, « deux » se décline également alors que les nombres cardinaux supérieurs à deux sont invariables :
| cas \ genre          | masculin      | féminin       | neutre        |
| -------------------- | ------------- | ------------- | ------------- |
| nominatif, accusatif | oba ; dva     | obě ; dvě     | obě ; dvě     |
| génitif, locatif     | obou ; dvou   | obou ; dvou   | obou ; dvou   |
| datif, instrumental  | oběma ; dvěma | oběma ; dvěma | oběma ; dvěma |

La déclinaison des substantifs qui vont par paire est également influencée par ce duel archaïque surtout dans les expressions figées :
- remettre une lettre « en mains propres » se dit do vlastních rukou (voir locatif duel dans le tableau ci-dessus) alors qu'on attendrait do vlastních ruk [4]
- « aux pieds » de quelqu'un se dit u nohou (raison identique)
- « œil » se décline également différemment au pluriel selon qu'il s'agit d'une « paire d’yeux » ou des « œils ».

### Enarabe
En arabe, le pluriel commence à partir de 3 entités, alors que dans les langues européennes (romanes, germaniques, etc.), il commence à partir de 2.
L'arabe contient des formes duelles de verbes (seconde et troisième personnes), de pronoms, de noms et d'adjectifs.
La forme duelle des noms arabes se caractérise par l'ajout de ان -aan, et suffit pour communiquer le nombre deux.
| نجم   | najm    | étoile       |
| نجمان | najmaan | deux étoiles |

Cette même terminaison s'ajoute au marqueur féminin ـة , qui s'active pour se prononcer comme un /t/.
| دولة   | dawlah    | pays      |
| دولتان | dawlataan | deux pays |

Les adjectifs eux aussi emploient ces terminaisons.
| مفكِّران عربيان    | mufakkiraan عarabiyaan    | deux penseurs arabes          |
| مظاهرتان عنيفتان | muẓaahirataan عaniifataan | deux manifestations violentes |

Dans les cas obliques (acc. et gén.), la terminaison se mue en ـَين -ayn (à l'instar des deux formes du pluriel masculin régulier ـون et ـين ).
| عبرنا نهرَين | عabarna nahrayn   | nous avons traversé deux rivières |
| بين مختبرَين | bayn mukhtabarayn | entre deux laboratoires           |

L'état construit (iḍaafah) entraîne la suppression de ن sur les noms duels (avant le dernier composant). 
| قطبا الكوكب       | quṭbaa al-kawkab          | les deux pôles de la planète                    |
| رصدنا قطبَي الكوكب | raṣadnaa quṭbay al-kawkab | nous avons observé les deux pôles de la planète |
| كلباه             | kalbaa-hu                 | ses deux chiens                                 |

Dans le cas spécial d'un état construit joignant le pronom ي (moi) à un nom au duel et au cas oblique, les terminaisons fusionneront pour donner ـَيَّ -ayya.
| والداي ماتا | waalidaay maataa  | mes deux parents sont morts |
| أحبّ والدَيَّ   | 'uḥibb waalidayya | j'adore mes deux parents    |

Les verbes duels se distinguent au présent par l'ajout de ان -aan aux formes du singulier et au passé par l'ajout de ا -aa.
| المديران يناقشان القضية | al-mudiiraan yunaaqishaan al-qaḍiyah | les deux gérants discutent de l'affaire    |
| نظّمتا حفلة رائعة        | naẓẓamataa ḥaflah raa'iعah           | elles (2) ont organisé une fête formidable |

Cela dit, comme pour les sujets pluriels, le verbe reste figé au singulier s'il tombe au début de la phrase, devant son sujet.
| يناقش المديران القضية | yunaaqish al-mudiiraan al-qaḍiyah | les deux gérants discutent de l'affaire |

De la même façon, le subjonctif et le jussif provoquent la chute du ن .
| من الأحسن أنْ تغادرا | min al-'aḥsan 'an tughaadiraa | il vaut mieux que vous (2) partiez |

Il existe en plus un jeu de pronoms personnels, relatifs et démonstratifs au duel.
| وصلت بعدكما             | waṣalat baعd-kumaa                  | elle est arrivée après vous (2)        |
| المتحفان اللذان زرناهما | al-matḥafaan alladhaan zurnaa-humaa | les deux musées que nous avons visités |
| هذان السجينان           | hadhaan as-sajiinaan                | ces deux prisonniers                   |